# (2058) Róka
(2058) Róka – planetoida z pasa głównego asteroid okrążająca Słońce w ciągu 5 lat i 185 dni w średniej odległości 3,12 au. Została odkryta 22 stycznia 1938 roku w Obserwatorium Svábhegyi w Budapeszcie przez György Kulina. Nazwa planetoidy pochodzi od Gedeona Róki, węgierskiego populatyzatora astronomii. Przed jej nadaniem planetoida nosiła oznaczenie tymczasowe (2058) 1938 BH.